# Coupe de Pologne de football 2015-2016
Navigation
Coupe de Pologne 2014-2015 Coupe de Pologne 2016-2017
La Coupe de Pologne de football 2015-2016 (Puchar Polski w piłce nożnej 2015-2016 en polonais) est la 62e édition de la Coupe de Pologne. Le Legia Varsovie met pour la dix-septième fois de son histoire son titre en jeu.
Le vainqueur de l'épreuve se qualifie pour le deuxième tour préliminaire de la Ligue Europa 2016-2017, sauf s'il remporte le championnat et se qualifie donc pour le deuxième tour de qualification de la Ligue des champions. Dans ce cas, le billet européen est attribué au deuxième du championnat, et le quatrième récupère la dernière place qualificative pour la Ligue Europa.
La finale de la Coupe de Pologne se déroule au stade national de Varsovie et oppose le Lech Poznań au Legia Varsovie dans une revanche de l'édition précédente. Tout comme lors de cette saison, le Legia remporte la compétition, cette fois-ci sur le score d'un but à zéro, et ajoute une dix-huitième coupe à son palmarès. Il remporte ainsi sa sixième Coupe de Pologne en neuf ans.

## Déroulement de la compétition
Cette page ne présente les résultats qu'à partir du premier tour.
Cette saison, le système change pour suivre la réduction (entreprise en 2014) à dix-huit clubs de la troisième division (au lieu des trente-six répartis en deux groupes). Ainsi, un seul tour préliminaire est conservé (au lieu de deux), et concerne désormais les six équipes les moins bien classées de deuxième division la saison précédente.
Jusqu'au stade des huitièmes de finale, la compétition se déroule sur le format de matchs simples, puis pour les quarts et les demies, sur celui de matchs aller et retour. La finale se joue sur un seul match.

## Nombre d'équipes par division et par tour
- Date d'entrée des clubs :
  - Tour préliminaire : 6 clubs les moins bien classés de 2e division 2014-2015, 18 clubs de 3e division 2014-2015, 16 vainqueurs de coupes régionales ;
  - 1er tour : 12 clubs les mieux classés de 2e division 2014-2015 ;
  - 16es de finale : 16 clubs de 1re division 2014-2015.

| Divisions \ Manches    | Tour prélim. (20 matches) | 1er tour (16 matches) | Seizièmes de finale | Huitièmes de finale | Quarts de finale | Demi- finales | Finale |
| ---------------------- | ------------------------- | --------------------- | ------------------- | ------------------- | ---------------- | ------------- | ------ |
| Ekstraklasa 16 équipes | non présents              | 2                     | 1 + 14              | 9                   | 5                | 2             | 2      |
| I liga 18 équipes      | 6                         | 5 + 10                | 11 + 2              | 5                   | 3                | 2             | aucun  |
| II liga 18 équipes     | 14                        | 8                     | 3                   | 1                   | aucun            | aucun         | aucun  |
| III liga               | 15                        | 5                     | 1                   | 1                   | aucun            | aucun         | aucun  |
| IV liga                | 3 (1 forf.)               | 2                     | aucun               | aucun               | aucun            | aucun         | aucun  |
| Clubs amateurs         | 2 (2 forf.)               | aucun                 | aucun               | aucun               | aucun            | aucun         | aucun  |
| Total                  | 40                        | 32                    | 32                  | 16                  | 8                | 4             | 2      |

## Le parcours des clubs de première division
Les deux clubs promus d'Ekstraklasa font leur entrée dans la compétition lors du premier tour. Les autres commencent la coupe au tour suivant.
Voici leur parcours respectif :
| Club                       | Parcours lors de la saison 2014-15 | Parcours cette saison                                        |
| -------------------------- | ---------------------------------- | ------------------------------------------------------------ |
| Legia Varsovie             | Vainqueur                          | Vainqueur – Bat le Lech Poznań                               |
| Lech Poznań                | Finale                             | Finaliste – Battu par le Legia Varsovie                      |
| Podbeskidzie Bielsko-Biała | Demi-finales                       | Huitièmes de finale – Éliminé par le Śląsk Wrocław           |
| Cracovia                   | Quarts de finale                   | Quarts de finale – Éliminé par le Zagłębie Sosnowiec (D2)    |
| Śląsk Wrocław              | Quarts de finale                   | Quarts de finale – Éliminé par le Zawisza Bydgoszcz (D2)     |
| Piast Gliwice              | Quarts de finale                   | Seizièmes de finale – Éliminé par le Stal Stalowa Wola (D3)  |
| Górnik Zabrze              | Huitièmes de finale                | Seizièmes de finale – Éliminé par le Zagłębie Sosnowiec (D2) |
| Jagiellonia Białystok      | Huitièmes de finale                | Huitièmes de finale – Éliminé par le Zagłębie Lubin          |
| Pogoń Szczecin             | Huitièmes de finale                | Seizièmes de finale – Éliminé par le Jagiellonia Białystok   |
| Zagłębie Lubin (P)         | Huitièmes de finale                | Quarts de finale – Éliminé par le Lech Poznań                |
| Korona Kielce              | Seizièmes de finale                | Seizièmes de finale – Éliminé par le Wda Świecie (D4)        |
| Lechia Gdańsk              | Seizièmes de finale                | Huitièmes de finale – Éliminé par le Legia Varsovie          |
| Ruch Chorzów               | Seizièmes de finale                | Huitièmes de finale – Éliminé par le Lech Poznań             |
| Wisła Cracovie             | Seizièmes de finale                | Seizièmes de finale – Éliminé par le Ruch Chorzów            |
| Bruk-Bet Nieciecza (P)     | 1er tour                           | 1er tour – Éliminé par le Błękitni Stargard Szczeciński (D3) |
| Górnik Łęczna              | 1er tour                           | Seizièmes de finale – Éliminé par le Legia Varsovie          |

## Compétition

### Premier tour
Le tirage au sort a lieu le 17 juin 2015, au siège de la fédération. Les matchs ont lieu les 25, 26, 28 et 29 juillet 2015. Les vingt vainqueurs du tour préliminaire sont rejoints par les douze clubs les mieux classés de deuxième division en 2014-2015.
| Club (division)                    | Score             | Club (division)            | Affluence |
| ---------------------------------- | ----------------- | -------------------------- | --------- |
| Wisła Płock (D2)                   | 1 – 2             | Bytovia Bytów (D2)         | 1 200     |
| Górnik Wałbrzych (D4)              | 0 – 2             | Wigry Suwałki (D2)         | 300       |
| ROW Rybnik (D3)                    | 0 – 4             | Dolcan Ząbki (D2)          | 500       |
| Siarka Tarnobrzeg (D3)             | 1 – 4             | Chojniczanka Chojnice (D2) |           |
| Garbarnia Cracovie (D4)            | 0 – 2             | Miedź Legnica (D2)         | 500       |
| Rodło Kwidzyn (D5)                 | 2 – 4 (a.p.)      | Olimpia Grudziądz (D2)     | 800       |
| Stomil Olsztyn (D2)                | 2 – 0             | Sandecja Nowy Sącz (D2)    | 1 200     |
| ŁKS Łomża (D4)                     | 0 – 0 (6 – 7 tab) | Chrobry Głogów (D2)        | 1 300     |
| Błękitni Stargard Szczeciński (D3) | 2 – 1             | Bruk-Bet Nieciecza (D1)    | 2 000     |
| GKS Katowice (D2)                  | 2 – 0             | Rozwój Katowice (D2)       | 3 063     |
| Nadwiślan Góra (D3)                | 0 – 3             | Zagłębie Lubin (D1)        | 901       |
| Arka Gdynia (D2)                   | 4 – 1             | Pogoń Siedlce (D2)         | 2 712     |
| Boruta Zgierz (D5)                 | 0 – 3             | Puszcza Niepołomice (D3)   | 400       |
| Wda Świecie (D4)                   | 1 – 0             | Legionovia Legionowo (D3)  | 350       |
| Stilon Gorzów Wielkopolski (D4)    | 0 – 1             | Stal Stalowa Wola (D3)     |           |
| Wisła Puławy (D3)                  | 2 – 2 (2 – 4 tab) | Zagłębie Sosnowiec (D2)    | 600       |

### Seizièmes de finale
Le tirage au sort a lieu le 23 juillet 2015, au stade national de Varsovie, et concerne le tableau final jusqu'aux demi-finales. Les matchs ont lieu les 11, 12 et 13 août 2015. Les seize vainqueurs du premier tour sont rejoints par les seize clubs évoluant en première division lors de la saison 2014-2015.
| Club (division)                    | Score             | Club (division)                 | Affluence |
| ---------------------------------- | ----------------- | ------------------------------- | --------- |
| Jagiellonia Białystok (D1)         | 2 – 1             | Pogoń Szczecin (D1)             | 7 123     |
| Błękitni Stargard Szczeciński (D3) | 2 – 4             | Zagłębie Lubin (D1)             | 2 000     |
| Olimpia Grudziądz (D2)             | 0 – 2             | Lech Poznań (D1)                | 2 402     |
| Ruch Chorzów (D1)                  | 2 – 1             | Wisła Cracovie (D1)             | 6 504     |
| Zawisza Bydgoszcz (D2)             | 4 – 1             | Chrobry Głogów (D2)             | 400       |
| Stal Stalowa Wola (D3)             | 2 – 2 (3 – 0 tab) | Piast Gliwice (D1)              | 1 500     |
| Miedź Legnica (D2)                 | 1 – 2 (a.p.)      | Podbeskidzie Bielsko-Biała (D1) | 2 000     |
| Stomil Olsztyn (D2)                | 1 – 5             | Śląsk Wrocław (D1)              | 2 833     |
| GKS Bełchatów (D2)                 | 1 – 0             | Bytovia Bytów (D2)              | 1 128     |
| Arka Gdynia (D2)                   | 1 – 1 (2 – 3 tab) | Chojniczanka Chojnice (D2)      | 3 796     |
| Puszcza Niepołomice (D3)           | 1 – 5             | Lechia Gdańsk (D1)              | 1 716     |
| Górnik Łęczna (D1)                 | 0 – 2             | Legia Varsovie (D1)             | 4 312     |
| Zagłębie Sosnowiec (D2)            | 3 – 1             | Górnik Zabrze (D1)              | 4 500     |
| Wda Świecie (D4)                   | 3 – 0 (forfait)   | Korona Kielce (D1)              | 981       |
| Dolcan Ząbki (D2)                  | 2 – 3             | Cracovia (D1)                   | 450       |
| Wigry Suwałki (D2)                 | 0 – 2             | GKS Katowice (D2)               | 2 100     |

### Huitièmes de finale
Les matchs ont lieu les 15, 16, 22, 23 et 24 septembre 2015.
| Club (division)                 | Score        | Club (division)         | Affluence |
| ------------------------------- | ------------ | ----------------------- | --------- |
| Jagiellonia Białystok (D1)      | 0 – 2        | Zagłębie Lubin (D1)     | 8 813     |
| Lech Poznań (D1)                | 1 – 0        | Ruch Chorzów (D1)       | 11 273    |
| Stal Stalowa Wola (D3)          | 1 – 2        | Zawisza Bydgoszcz (D2)  | 1 376     |
| Podbeskidzie Bielsko-Biała (D1) | 0 – 1        | Śląsk Wrocław (D1)      | 3 059     |
| Chojniczanka Chojnice (D2)      | 2 – 1 (a.p.) | GKS Bełchatów (D2)      | 1 100     |
| Legia Varsovie (D1)             | 4 – 1        | Lechia Gdańsk (D1)      | 18 289    |
| Wda Świecie (D4)                | 1 – 4        | Zagłębie Sosnowiec (D2) | 986       |
| GKS Katowice (D2)               | 1 – 3        | Cracovia (D1)           | 2 600     |

### Quarts de finale
Les matchs ont lieu les 27 et 28 octobre (aller) et les 18, 19 novembre et 16 décembre 2015 (retour).
| Club (division)            | Score | Club (division)     | Aller | Retour | Affluences    |
| -------------------------- | ----- | ------------------- | ----- | ------ | ------------- |
| Zagłębie Lubin (D1)        | 0 – 2 | Lech Poznań (D1)    | 0 – 1 | 0 – 1  | 4 587 – 9 271 |
| Zawisza Bydgoszcz (D2)     | 2 – 1 | Śląsk Wrocław (D1)  | 0 – 0 | 2 – 1  | 1 483 – 3 234 |
| Chojniczanka Chojnice (D2) | 2 – 6 | Legia Varsovie (D1) | 1 – 2 | 1 – 4  | 4 832 – 8 376 |
| Zagłębie Sosnowiec (D2)    | 3 – 2 | Cracovia (D1)       | 1 – 2 | 2 – 0  | 1 360 – 3 436 |

### Demi-finales
Le tirage au sort a lieu le 16 décembre 2015, au stade municipal de Wrocław. Les matchs auront lieu les 15 et 16 mars (aller) et les 4 et 5 avril 2016 (retour).
| Club (division)     | Score | Club (division)         | Aller | Retour | Affluences     |
| ------------------- | ----- | ----------------------- | ----- | ------ | -------------- |
| Lech Poznań (D1)    | 2 – 1 | Zagłębie Sosnowiec (D2) | 1 – 0 | 1 – 1  | 12 885 – 4 950 |
| Legia Varsovie (D1) | 6 – 1 | Zawisza Bydgoszcz (D2)  | 4 – 0 | 2 – 1  | 14 912 – 2 343 |

### Finale
La finale se joue le 2 mai 2016, au stade national de Varsovie, et oppose le Legia Varsovie, dix-sept fois vainqueur de la compétition (record national), au Lech Poznań, cinq fois vainqueur (1982, 1984, 1988, 2004, 2009), dans une revanche de l'édition précédente (le Legia s'était alors imposé deux buts à un face au futur champion de Pologne), et pour la sixième fois dans l'histoire de la compétition. Le bilan est avant ce match de trois victoires pour le Legia et deux pour le Lech.
Jouée en tout début de semaine, la finale se débloque à la 69e minute sur un but du légionnaire Aleksandar Prijović, auteur de sa cinquième réalisation dans la compétition. Malgré quelques occasions, le Lech ne parvient pas à refaire son retard et s'incline une nouvelle fois face au Legia, qui remporte sa sixième Coupe de Pologne en neuf ans, et la dix-huitième de toute son histoire.
| Titulaires :  |                      |     |
|               |                      |     |
| 1             | Jasmin Burić         |     |
| 4             | Tomasz Kędziora      |     |
| 23            | Paulus Arajuuri      |     |
| 35            | Marcin Kamiński      |     |
| 5             | Tamás Kádár          |     |
| 55            | Abdul Aziz Tetteh    |     |
| 6             | Łukasz Trałka        | 79e |
| 11            | Gergő Lovrencsics    | 90e |
| 7             | Karol Linetty        |     |
| 8             | Szymon Pawłowski     |     |
| 24            | Dawid Kownacki       | 87e |
|               |                      |     |
| Remplaçants : |                      |     |
| 27            | Krzysztof Kotorowski |     |
| 3             | Vladimir Volkov      |     |
| 21            | Kebba Ceesay         |     |
| 26            | Maciej Wilusz        |     |
| 14            | Maciej Gajos         | 79e |
| 10            | Darko Jevtić         | 87e |
| 29            | Kamil Jóźwiak        | 90e |
|               |                      |     |
| Entraîneur :  |                      |     |
| Jan Urban     |                      |     |

| Titulaires :         |                     |     |
|                      |                     |     |
| 1                    | Arkadiusz Malarz    |     |
| 5                    | Artur Jędrzejczyk   |     |
| 4                    | Igor Lewczuk        |     |
| 2                    | Michał Pazdan       |     |
| 14                   | Adam Hloušek        |     |
| 7                    | Ariel Borysiuk      |     |
| 3                    | Tomasz Jodłowiec    |     |
| 8                    | Ondrej Duda         | 67e |
| 18                   | Michał Kucharczyk   |     |
| 11                   | Nemanja Nikolić     | 83e |
| 99                   | Aleksandar Prijović | 90e |
|                      |                     |     |
| Remplaçants :        |                     |     |
| 33                   | Radosław Cierzniak  |     |
| 19                   | Bartosz Bereszyński |     |
| 17                   | Tomasz Brzyski      |     |
| 23                   | Stojan Vranješ      |     |
| 6                    | Guilherme           | 67e |
| 77                   | Mihail Aleksandrov  | 83e |
| 22                   | Kasper Hämäläinen   | 90e |
|                      |                     |     |
| Entraîneur :         |                     |     |
| Stanislav Cherchesov |                     |     |

| Titulaires :  |                      |     |
|               |                      |     |
| 1             | Jasmin Burić         |     |
| 4             | Tomasz Kędziora      |     |
| 23            | Paulus Arajuuri      |     |
| 35            | Marcin Kamiński      |     |
| 5             | Tamás Kádár          |     |
| 55            | Abdul Aziz Tetteh    |     |
| 6             | Łukasz Trałka        | 79e |
| 11            | Gergő Lovrencsics    | 90e |
| 7             | Karol Linetty        |     |
| 8             | Szymon Pawłowski     |     |
| 24            | Dawid Kownacki       | 87e |
|               |                      |     |
| Remplaçants : |                      |     |
| 27            | Krzysztof Kotorowski |     |
| 3             | Vladimir Volkov      |     |
| 21            | Kebba Ceesay         |     |
| 26            | Maciej Wilusz        |     |
| 14            | Maciej Gajos         | 79e |
| 10            | Darko Jevtić         | 87e |
| 29            | Kamil Jóźwiak        | 90e |
|               |                      |     |
| Entraîneur :  |                      |     |
| Jan Urban     |                      |     |

| Titulaires :         |                     |     |
|                      |                     |     |
| 1                    | Arkadiusz Malarz    |     |
| 5                    | Artur Jędrzejczyk   |     |
| 4                    | Igor Lewczuk        |     |
| 2                    | Michał Pazdan       |     |
| 14                   | Adam Hloušek        |     |
| 7                    | Ariel Borysiuk      |     |
| 3                    | Tomasz Jodłowiec    |     |
| 8                    | Ondrej Duda         | 67e |
| 18                   | Michał Kucharczyk   |     |
| 11                   | Nemanja Nikolić     | 83e |
| 99                   | Aleksandar Prijović | 90e |
|                      |                     |     |
| Remplaçants :        |                     |     |
| 33                   | Radosław Cierzniak  |     |
| 19                   | Bartosz Bereszyński |     |
| 17                   | Tomasz Brzyski      |     |
| 23                   | Stojan Vranješ      |     |
| 6                    | Guilherme           | 67e |
| 77                   | Mihail Aleksandrov  | 83e |
| 22                   | Kasper Hämäläinen   | 90e |
|                      |                     |     |
| Entraîneur :         |                     |     |
| Stanislav Cherchesov |                     |     |

## Tableau final
|  | Huitièmes de finale        | Huitièmes de finale            | Huitièmes de finale |                       |   | Quarts de finale               | Quarts de finale               | Quarts de finale               |  |  | Demi-finales            | Demi-finales            | Demi-finales            |  |  | Finale                                  | Finale                                  |
|  |                            |                                |                     |                       |   |                                |                                |                                |  |  |                         |                         |                         |  |  |                                         |                                         |
|  | 23 septembre 2015          | 23 septembre 2015              | 23 septembre 2015   |                       |   | 28 octobre et 19 novembre 2015 | 28 octobre et 19 novembre 2015 | 28 octobre et 19 novembre 2015 |  |  | 15 mars et 5 avril 2016 | 15 mars et 5 avril 2016 | 15 mars et 5 avril 2016 |  |  | 2 mai 2016 – stade national de Varsovie | 2 mai 2016 – stade national de Varsovie |
|  | 23 septembre 2015          | 23 septembre 2015              | 23 septembre 2015   |                       |   | 28 octobre et 19 novembre 2015 | 28 octobre et 19 novembre 2015 | 28 octobre et 19 novembre 2015 |  |  | 15 mars et 5 avril 2016 | 15 mars et 5 avril 2016 | 15 mars et 5 avril 2016 |  |  | 2 mai 2016 – stade national de Varsovie | 2 mai 2016 – stade national de Varsovie |
|  | Jagiellonia Białystok      | 0                              | -                   |                       |   | 28 octobre et 19 novembre 2015 | 28 octobre et 19 novembre 2015 | 28 octobre et 19 novembre 2015 |  |  | 15 mars et 5 avril 2016 | 15 mars et 5 avril 2016 | 15 mars et 5 avril 2016 |  |  | 2 mai 2016 – stade national de Varsovie | 2 mai 2016 – stade national de Varsovie |
|  | Jagiellonia Białystok      | 0                              | -                   |                       |   | 28 octobre et 19 novembre 2015 | 28 octobre et 19 novembre 2015 | 28 octobre et 19 novembre 2015 |  |  | 15 mars et 5 avril 2016 | 15 mars et 5 avril 2016 | 15 mars et 5 avril 2016 |  |  | 2 mai 2016 – stade national de Varsovie | 2 mai 2016 – stade national de Varsovie |
|  | Zagłębie Lubin             | 2                              | -                   |                       |   | 28 octobre et 19 novembre 2015 | 28 octobre et 19 novembre 2015 | 28 octobre et 19 novembre 2015 |  |  | 15 mars et 5 avril 2016 | 15 mars et 5 avril 2016 | 15 mars et 5 avril 2016 |  |  | 2 mai 2016 – stade national de Varsovie | 2 mai 2016 – stade national de Varsovie |
|  | Zagłębie Lubin             | 2                              | -                   | Zagłębie Lubin        | 0 | 0                              |                                |                                |  |  | 15 mars et 5 avril 2016 | 15 mars et 5 avril 2016 | 15 mars et 5 avril 2016 |  |  | 2 mai 2016 – stade national de Varsovie | 2 mai 2016 – stade national de Varsovie |
|  | 23 septembre 2015          |                                |                     | Zagłębie Lubin        | 0 | 0                              |                                |                                |  |  | 15 mars et 5 avril 2016 | 15 mars et 5 avril 2016 | 15 mars et 5 avril 2016 |  |  | 2 mai 2016 – stade national de Varsovie | 2 mai 2016 – stade national de Varsovie |
|  |                            | Lech Poznań                    | 1                   | 1                     |   |                                |                                |                                |  |  | 15 mars et 5 avril 2016 | 15 mars et 5 avril 2016 | 15 mars et 5 avril 2016 |  |  | 2 mai 2016 – stade national de Varsovie | 2 mai 2016 – stade national de Varsovie |
|  | Lech Poznań                | Lech Poznań                    | 1                   | 1                     | 1 | -                              |                                |                                |  |  | 15 mars et 5 avril 2016 | 15 mars et 5 avril 2016 | 15 mars et 5 avril 2016 |  |  | 2 mai 2016 – stade national de Varsovie | 2 mai 2016 – stade national de Varsovie |
|  | Lech Poznań                | 27 octobre et 19 novembre 2015 |                     |                       | 1 | -                              |                                |                                |  |  | 15 mars et 5 avril 2016 | 15 mars et 5 avril 2016 | 15 mars et 5 avril 2016 |  |  | 2 mai 2016 – stade national de Varsovie | 2 mai 2016 – stade national de Varsovie |
|  | Ruch Chorzów               | 0                              | -                   |                       |   |                                |                                |                                |  |  | 15 mars et 5 avril 2016 | 15 mars et 5 avril 2016 | 15 mars et 5 avril 2016 |  |  | 2 mai 2016 – stade national de Varsovie | 2 mai 2016 – stade national de Varsovie |
|  | Ruch Chorzów               | 0                              | -                   | Lech Poznań           | 1 | 1                              |                                |                                |  |  |                         |                         |                         |  |  | 2 mai 2016 – stade national de Varsovie | 2 mai 2016 – stade national de Varsovie |
|  | 15 septembre 2015          |                                |                     | Lech Poznań           | 1 | 1                              |                                |                                |  |  |                         |                         |                         |  |  | 2 mai 2016 – stade national de Varsovie | 2 mai 2016 – stade national de Varsovie |
|  |                            | Zagłębie Sosnowiec             | 0                   | 1                     |   |                                |                                |                                |  |  |                         |                         |                         |  |  | 2 mai 2016 – stade national de Varsovie | 2 mai 2016 – stade national de Varsovie |
|  | Wda Świecie                | Zagłębie Sosnowiec             | 0                   | 1                     | 1 | -                              |                                |                                |  |  |                         |                         |                         |  |  | 2 mai 2016 – stade national de Varsovie | 2 mai 2016 – stade national de Varsovie |
|  | Wda Świecie                | 16 mars et 6 avril 2016        |                     |                       | 1 | -                              |                                |                                |  |  |                         |                         |                         |  |  | 2 mai 2016 – stade national de Varsovie | 2 mai 2016 – stade national de Varsovie |
|  | Zagłębie Sosnowiec         | 4                              | -                   |                       |   |                                |                                |                                |  |  |                         |                         |                         |  |  | 2 mai 2016 – stade national de Varsovie | 2 mai 2016 – stade national de Varsovie |
|  | Zagłębie Sosnowiec         | 4                              | -                   | Zagłębie Sosnowiec    | 1 | 2                              |                                |                                |  |  |                         |                         |                         |  |  | 2 mai 2016 – stade national de Varsovie | 2 mai 2016 – stade national de Varsovie |
|  | 22 septembre 2015          |                                |                     | Zagłębie Sosnowiec    | 1 | 2                              |                                |                                |  |  |                         |                         |                         |  |  | 2 mai 2016 – stade national de Varsovie | 2 mai 2016 – stade national de Varsovie |
|  |                            | Cracovia                       | 2                   | 0                     |   |                                |                                |                                |  |  |                         |                         |                         |  |  | 2 mai 2016 – stade national de Varsovie | 2 mai 2016 – stade national de Varsovie |
|  | GKS Katowice               | Cracovia                       | 2                   | 0                     | 1 | -                              |                                |                                |  |  |                         |                         |                         |  |  | 2 mai 2016 – stade national de Varsovie | 2 mai 2016 – stade national de Varsovie |
|  | GKS Katowice               | 28 octobre et 18 novembre 2015 |                     |                       | 1 | -                              |                                |                                |  |  |                         |                         |                         |  |  | 2 mai 2016 – stade national de Varsovie | 2 mai 2016 – stade national de Varsovie |
|  | Cracovia                   | 3                              | -                   |                       |   |                                |                                |                                |  |  |                         |                         |                         |  |  | 2 mai 2016 – stade national de Varsovie | 2 mai 2016 – stade national de Varsovie |
|  | Cracovia                   | 3                              | -                   | Lech Poznań           | 0 |                                |                                |                                |  |  |                         |                         |                         |  |  |                                         |                                         |
|  | 24 septembre 2015          |                                |                     | Lech Poznań           | 0 |                                |                                |                                |  |  |                         |                         |                         |  |  |                                         |                                         |
|  |                            | Legia Varsovie                 | 1                   |                       |   |                                |                                |                                |  |  |                         |                         |                         |  |  |                                         |                                         |
|  | Chojniczanka Chojnice      | Legia Varsovie                 | 1                   | 2 ap                  | - |                                |                                |                                |  |  |                         |                         |                         |  |  |                                         |                                         |
|  | Chojniczanka Chojnice      |                                |                     | 2 ap                  | - |                                |                                |                                |  |  |                         |                         |                         |  |  |                                         |                                         |
|  | GKS Bełchatów              | 1                              | -                   |                       |   |                                |                                |                                |  |  |                         |                         |                         |  |  |                                         |                                         |
|  | GKS Bełchatów              | 1                              | -                   | Chojniczanka Chojnice | 1 | 1                              |                                |                                |  |  |                         |                         |                         |  |  |                                         |                                         |
|  | 24 septembre 2015          |                                |                     | Chojniczanka Chojnice | 1 | 1                              |                                |                                |  |  |                         |                         |                         |  |  |                                         |                                         |
|  |                            | Legia Varsovie                 | 2                   | 4                     |   |                                |                                |                                |  |  |                         |                         |                         |  |  |                                         |                                         |
|  | Legia Varsovie             | Legia Varsovie                 | 2                   | 4                     | 4 | -                              |                                |                                |  |  |                         |                         |                         |  |  |                                         |                                         |
|  | Legia Varsovie             | 27 octobre et 16 décembre 2015 |                     |                       | 4 | -                              |                                |                                |  |  |                         |                         |                         |  |  |                                         |                                         |
|  | Lechia Gdańsk              | 1                              | -                   |                       |   |                                |                                |                                |  |  |                         |                         |                         |  |  |                                         |                                         |
|  | Lechia Gdańsk              | 1                              | -                   | Legia Varsovie        | 4 | 2                              |                                |                                |  |  |                         |                         |                         |  |  |                                         |                                         |
|  | 16 septembre 2015          |                                |                     | Legia Varsovie        | 4 | 2                              |                                |                                |  |  |                         |                         |                         |  |  |                                         |                                         |
|  |                            | Zawisza Bydgoszcz              | 0                   | 1                     |   |                                |                                |                                |  |  |                         |                         |                         |  |  |                                         |                                         |
|  | Stal Stalowa Wola          | Zawisza Bydgoszcz              | 0                   | 1                     | 1 | -                              |                                |                                |  |  |                         |                         |                         |  |  |                                         |                                         |
|  | Stal Stalowa Wola          |                                |                     |                       | 1 | -                              |                                |                                |  |  |                         |                         |                         |  |  |                                         |                                         |
|  | Zawisza Bydgoszcz          | 2                              | -                   |                       |   |                                |                                |                                |  |  |                         |                         |                         |  |  |                                         |                                         |
|  | Zawisza Bydgoszcz          | 2                              | -                   | Zawisza Bydgoszcz     | 0 | 2                              |                                |                                |  |  |                         |                         |                         |  |  |                                         |                                         |
|  | 22 septembre 2015          |                                |                     | Zawisza Bydgoszcz     | 0 | 2                              |                                |                                |  |  |                         |                         |                         |  |  |                                         |                                         |
|  |                            | Śląsk Wrocław                  | 0                   | 1                     |   |                                |                                |                                |  |  |                         |                         |                         |  |  |                                         |                                         |
|  | Podbeskidzie Bielsko-Biała | Śląsk Wrocław                  | 0                   | 1                     | 0 | -                              |                                |                                |  |  |                         |                         |                         |  |  |                                         |                                         |
|  | Podbeskidzie Bielsko-Biała |                                |                     |                       | 0 | -                              |                                |                                |  |  |                         |                         |                         |  |  |                                         |                                         |
|  | Śląsk Wrocław              | 1                              | -                   |                       |   |                                |                                |                                |  |  |                         |                         |                         |  |  |                                         |                                         |
|  | Śląsk Wrocław              | 1                              | -                   |                       |   |                                |                                |                                |  |  |                         |                         |                         |  |  |                                         |                                         |

## Meilleurs buteurs
6 buts
- Nemanja Nikolić (Legia Varsovie)

5 buts
- Aleksandar Prijović (Legia Varsovie)

3 buts
- Kamil Drygas (Zawisza Bydgoszcz)
- Szymon Lewicki (Zawisza Bydgoszcz)
- Damian Łanucha (Stal Stalowa Wola)
- Szymon Matuszek (Dolcan Ząbki)
- Eryk Sobków (Zagłębie Lubin)
- Radosław Wiśniewski (Błękitni Stargard Szczeciński)

Source : 90minut.pl